# Мамочка-маньячка-убийца
«Мамочка — убийца-маньячка» (англ. Serial Mom) — американская сатирическая комедия 1994 года, поставленная режиссёром Джоном Уотерсом.

## Сюжет
Типичная американская счастливая семья, живущая в большом доме в Балтиморе. Мамочка-домохозяйка милая, любящая и безупречная. Однако, когда её детишки уходят в школу, а муж на работу, она… убивает. С выбором очередной жертвы проблем нет: достаточно кому-нибудь отдать предпочтение другой девушке, а не её дочурке, усомниться в её сыне, надеть белые туфли после Дня Труда, не перемотать плёнку на начало видеокассеты — и ваши дни сочтены. Причём разделается она со своей жертвой самым изощрённым способом.

## В ролях
- Кэтлин Тёрнер («Беверли Сатфин») — домохозяйка, типичный персонаж фильмов, который будет идти на крайние меры, чтобы защитить себя и семью.
- Сэм Уотерстон («Юджин Сатфин») — добродушный муж-стоматолог.
- Рики Лейк («Мисти Сатфин») — дочь Беверли и Юджина, студентка колледжа.
- Мэттью Лиллард («Чип Сатфин») — сын Беверли и Юджина, одержим фильмами ужасов, работает в магазине видео.
- Джастин Уолин («Скотти Барнхил», жертва #6) — друг Чипа, любитель порно, убит огнём из аэрозольного баллончика и зажигалки.
- Патриция Даннок («Берди») — девушка Чипа, одержима фильмами ужасов.
- Лонни Горсей («Карл Педжет», жертва #2) — обманул Мисти, за что и поплатился жизнью.
- Минк Стол («Дотти Хинкл») — соседка Беверли, получала звонки и письма с угрозами.
- Мэри Джо Кэтлетт («Розмари Акерман») — добродушная соседка Сатфинов.
- «Джон Бадила» («Пол Стаббинс», жертва #1) — учитель математики у Чипа, который раскритиковал Беверли; сбит машиной.
- Сьюзан Сомерс — камео-роль.
- Джон Уотерс — голос Теда Банди.

## Реакция
Фильм вызвал неоднозначную реакцию у критиков. На сайте-агрегаторе Rotten Tomatoes получил 63 % положительных отзывов из 49 рецензий.
Роджер Эберт присудил фильму 2 звезды из 4 возможных. Анализируя, почему комедия не кажется смешной, критик приходит к выводу, что просчёт кроется на фундаментальном уровне. Героиня фильма выглядит не безумно смешной, а скорее безумно больной, и её персонаж воспринимается беспомощным, вызывая лишь жалость, которая сводит на нет юмор.